# Bárid mac Oitir
Bárid mac Oitir (en vieux norrois : Bárðr Óttarsson, mort 914) est un chef Viking qui semble avoir régné sur l'Ile de Man au début du Xe siècle.

## Biographie
Bárid mac Oitir est mentionné dans les chroniques d'Irlande contemporaines. Les Annales d'Ulster relèvent en 914 : « un combat naval au large de l'Ile de Man entre Bárid fils d' Oitir et Ragnall petit-fils d'Ímar, dans lequel Bárid et presque toute son armée sont anéantis. » Cet incident est la première mention connue reliant les Vikings avec l'Ile de Man.